# Torre de Baldellou
La torre de Baldellou, también conocido como torre de los Albano o el torreón del Pubill, es una gran torre señorial que se alza sobre un extremo rocoso del montículo donde se asienta la villa de Baldellou (Provincia de Huesca, España). Es una maciza construcción de sillería que conforma una planta rectangular de unos catorce por nueve metros de lado y casi treinta metros de altura, cuyo muro externo reviste parcialmente las rocas de su base.
En todos sus lados, posee elegantes ventanales que iluminan sus salas, son geminados con parteluz, de claro estilo gótico con influencia catalana, aunque algunos están muy deteriorados y otros tapiados. En su cara posterior, que mira a la campiña, tiene varias ventanas y tres ménsulas sobre las que apoyaba una letrina cubierta situada en la planta superior. Su remate puede estar alterado, pues en la actualidad lo forma una cornisa de ladrillos bajo un tejado a cuatro vertientes. 
Posee dos puertas, hasta la principal se llega tras franquear un gran portalón blasonado que llevaba hasta un antiguo caserón que pudo ser el palacio pero que hoy es sólo un patio. Desde éste, se accede a la torre por una puerta apuntada. La otra, menor, sería la puerta de la servidumbre y está situada en un lado contiguo bajo un pasadizo que une la torre a un edificio más moderno. 
Interiormente, se estructura en cuatro plantas superpuestas a las que se accede mediante una escalera de piedra adosada al muro, los techos eran abovedados y decorados, pero se encuentran medio caídos.